# Sabine Spitz
Sabine Spitz (Herrischried, 27 dicembre 1971) è un'ex mountain biker tedesca, specialista del cross country.
Ha vinto la medaglia di bronzo nel cross country femminile alle Olimpiadi di Atene 2004, la medaglia d'oro alle Olimpiadi di Pechino 2008 e la medaglia d'argento alle Olimpiadi di Londra 2012.
Ai Campionati mondiali élite di cross country, è stata medaglia d'oro nel 2003, medaglia d'argento nel 2007 e 2008, medaglia di bronzo nel 2001 e 2002.